# Zungenbärte

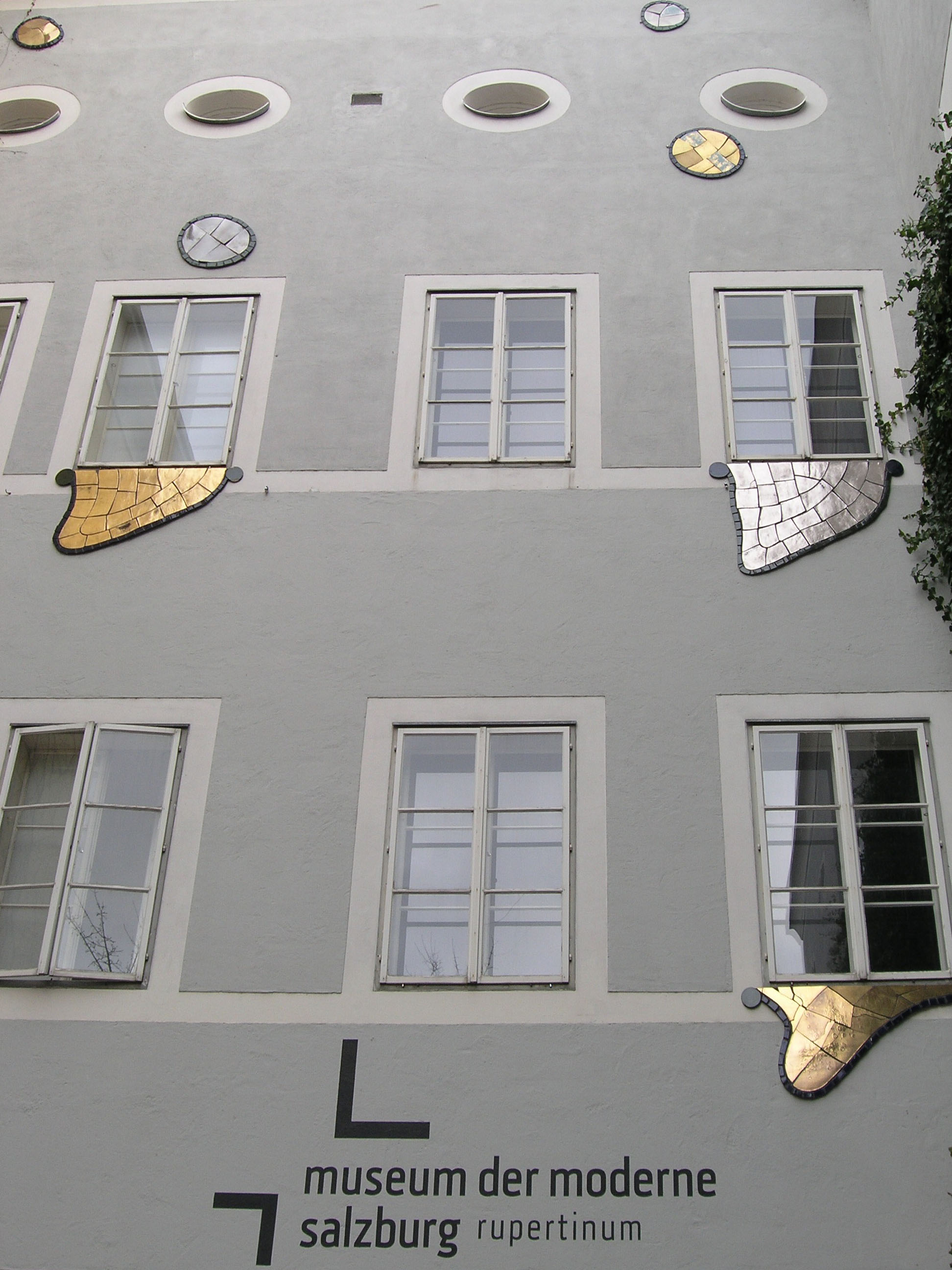
Zungenbärte am Rupertinum (Hoffassade)

Zungenbärte sind Fassadenapplikationen des Künstlers Friedensreich Hundertwasser, die 1983 und erneut 1987 am Museum der Moderne Rupertinum in Salzburg angebracht wurden. 

## Geschichte
Das 1981 zum Kunstmuseum umgebaute Barockgebäude des ehemaligen Priesterseminars sollte nach Vorstellung damaligen Museumsdirektors Otto Breicha und des Architekten Gerhard Garstenauer an den Fassaden moderne Kunst einbeziehen. Hundertwasser wurde nach der Museumseröffnung 1982 mit einem Konzept zur äußeren Gestaltung des Museums beauftragt, wobei er sich bei seinem Entwurf angeblich vom unmittelbaren Baugeschehen inspirieren ließ, genauer von der Form abgeschlagener Ziegelbereiche, die durch die Versetzung der Fenster entstanden waren. Hauptbestandteil von Hundertwassers Entwurf sind unterhalb der Fenster angebrachte bunte Keramikflächen, die von der Öffentlichkeit als „Zungenbärte“ bezeichnet wurden, weil sie einer Zunge oder einem Bart ähneln. Typologisch griff Hundertwasser die barocke und klassizistische Gestaltungstradition der Fensterschürzen auf. Die Ausführung der Zungenbärte und der anderen keramischen Fassadenapplikationen am Museumsgebäude erfolgte durch den Seehamer Maler und Keramiker Peter Mairinger.
Über den 1983 zunächst probeweise montierten Fassadenschmuck hagelte es wütende Proteste und die Altstadterhaltungskommission untersagte das Kunstwerk. Der Künstler Arnulf Rainer zeigte sich dagegen begeistert. Schließlich mussten die Zungenbärte entfernt werden und konnten erst Jahre später im Rahmen der Hundertwasser-Ausstellung von 1987 wieder ständig an der Fassade angebracht werden.
Heute sind die Zungenbärte-Applikationen allgemein akzeptiert und kein öffentliches Ärgernis mehr und sogar eine vom Tourismusmarketing beworbene Sehenswürdigkeit. Die Zungenbärte sind mittlerweile in die Museumspädagogik eingebunden und auch Gegenstand des Merchandising geworden, z. B. seit 2002 mit Darstellungen auf Espressotassen.

## Varia
Es gab einen Prototyp der Zungenbärte, der prominent an der Gebäudefront zum Max Reinhardt Platz hin angebracht war, aber 2004 einem Ausstellungstransparent weichen musste und sich seither in Privatbesitz befindet.